# Cor Eberhard
Cornelis Reindert (Cor) Eberhard (Amsterdam, 9 januari 1947) werd in 2002 lid van de Tweede Kamer voor de Lijst Pim Fortuyn. In oktober 2002 verliet hij de LPF en ging hij met Winny de Jong verder als de onafhankelijke tweemansfractie Groep-De Jong. Bij de Tweede Kamerverkiezingen 2003 stond hij op een onverkiesbare plek op de lijst van DeConservatieven.nl.
Eberhard was voor zijn politieke loopbaan onder meer exploitant van pornowebsites en erotische 06-lijnen. Daarvoor was hij tot 1992 werkzaam geweest als technisch tekenaar en sportfotograaf, onder meer voor Sport International, Runners - maandblad voor de loopsport en dagblad Het Parool.

## 2002 Leefbaar Nederland / LPF
Eberhard was aanvankelijk actief voor Leefbaar Nederland, maar hij volgde Pim Fortuyn bij de oprichting van de LPF.
Hij verrichtte onder meer hand-en-spandiensten bij de opbouw van het partijbureau van de LPF.
Bij de presentatie van de kandidatenlijst van de LPF, waarop hij als nummer 13 stond vermeld, verklaarde Eberhard blij te zijn dat hij "wat voor het land kon doen": "Ik las Fortuyns columns in de Elsevier altijd al, daar was ik het altijd met hem eens. Toen ik hoorde dat hij de politiek in ging, heb ik me gelijk als vrijwilliger gemeld. Eerst bij Leefbaar Nederland, maar ik ben samen met hem daar weggegaan". Hij was een van de drijvende krachten achter het uit de grond stampen van het partijbureau van de nieuwe partij. Tegenover Het Parool verklaarde hij: "Ik heb de boel hier voor een deel gefinancierd. Er moeten toch telefoons en zo zijn". Tijdens de eerste dagen nam hij er de telefoon op. Via zijn voormalige vrijwilligersrol bij Leefbaar Nederland zou hij nog hebben beschikt over vele e-mailadressen waarmee andere vrijwilligers konden worden geworven.
Eberhard zou zichzelf eerder als Tweede Kamerkandidaat voor Leefbaar Nederland hebben aangeboden in ruil voor een financiële bijdrage aan die partij, zo onthulde het tv-programmaTweeVandaag. Na zijn overstap naar de LPF werd hij er beschuldigd van het aanbieden van steekpenningen. Voor 50 duizend euro zou hij een plaats op de kandidatenlijst hebben willen kopen. Volgens vicevoorzitter Broos Schnetz had hij aan het bestuur gevraagd of hij een verkiesbare plaats kon krijgen indien hij een donatie zou doen. Everhard erkende wel dat hij had aangeboden een deel van de verkiezingscampagne voor LN te financieren, maar ontkende ooit een link te hebben gelegd met zijn plaats op de lijst.
Kort na deze negatieve publiciteit kwam Eberhard opnieuw in opspraak, doordat hij betrokken zou zijn geweest bij een handgemeen binnen de LPF-gelederen, dat ontstond toen een ander in opspraak gebrachte kandidaat de toegang tot het partijbureau was ontzegd.
Toen na de moord op Pim Fortuyn gespeculeerd werd over de toekomst van de plotsklaps stuurloze partij, werd Eberhard genoemd als "de grootste risicofactor". Gevreesd zou worden dat enkele "oude lijken" van hem uit de kast konden komen die het imago van de partij zouden schaden. Hij zou door de verkoop van verschillende internetbedrijfjes miljonair zijn geworden en had geen andere bezigheden. Eberhard ontkende eigenaar te zijn geweest van seksclubs. Wel was een enkel internetbedrijf van hem beheerder van websites met seks. "Maar ook al was ik wel eigenaar van een seksclub, wat dan nog. Dat kan toch legaal zijn". Hij zou rijk zijn geworden met de websites worldsex.com en hotsexteens.com en zei "per jaar 1,2 miljoen gulden" te verdienen.
Volgens de zakenman John Dost, een van de oprichters van de LPF, had Eberhard het ledenbestand in zijn computer en toen hij ruzie kreeg, omdat hij twee dames van de partij zou hebben lastiggevallen, deze computer met alle gegevens hebben meegenomen, waarop alle vrijwilligers van de partij weer van voren af aan moesten beginnen.

## Beschuldigingen
Sec als lid van de Tweede Kamer was Eberhard een onopvallend parlementariër. Mede door de vroegtijdige val van het Kabinet-Balkenende I en de vervroegde verkiezingen waarna hij niet meer in de Kamer terugkeerde, hield hij nooit een "maidenspeech". Desalniettemin speelde hij in 2002 in de verwikkelingen rond de LPF een hoofdrol buiten de Tweede Kamer.
De conflicten binnen de jonge partij die 16 mei 2002 haar intrede in de Tweede Kamer maakte, liepen tijdens de zomer van dat jaar hoog op. In augustus 2002 publiceerde het Algemeen Dagblad een reeks beschuldigingen over Eberhard. Hij zou in het verleden tweemaal veroordeeld zijn vanwege diefstal en verduistering en tevens zou hij adresgegevens van leden van Leefbaar Nederland hebben ontvreemd. Eberhard zou volgens het oordeel van partijleider Fortuyn een man met "een fout verleden" en een "intrigant" zijn en zich met geld, vervalste brieven en e-mails een zetel in de Tweede Kamer hebben verworven. Eberhards partner Cindy de Bruijn zou de bedrijfjes Xzoom en Topstory runnen en onder de naam Cindy Eberhard de website Cindysex.com exploiteren, die destijds doorlinkte naar Eberhards eigen oude site worldsex.com en wie xzoom.nl intikte zou bij de officiële website van de LPF uitkomen.
Het Algemeen Dagblad rakelde ook op dat Eberhard in oktober 1993 al eens om een treitercampagne aan de kaak gesteld was in het blad Sport International. Eberhard was als sportfotograaf vaste medewerker van het blad, evenals Soenar Chamid, collega-fotograaf en zoon van Eberhards overleden ex-partner (Eberhard was 7 jaar ouder dan Chamids moeder en 11 jaar jonger dan diens moeder). In dat stuk verklaarde Chamid onder meer over Eberhard: "Drie jaar geleden is hij een richting opgegaan, waarvoor mijn moeder zich schaamde. Ze wilde dat voor ons niet weten: 06-lijnen, sekslijnen. Dat ging anderhalf jaar terug veel geld opleveren, toen de tarieven zijn opgetrokken van drie kwartjes naar een gulden per minuut. Hij ging er zelfs mee adverteren op de radio". Er zou na haar overlijden van een ruzie zijn ontstaan over een erfenis van een aanzienlijk geldbedrag en sieraden. Chamid beweerde ook dat Eberhard de girorekening van zijn moeder plunderde.
Na deze publicaties werd Eberhard door het fractiebestuur twee weken op 'non-actief' gesteld'. In die periode moest hij zien 'zijn naam te zuiveren'. De LPF-top leek aan te sturen op zijn vertrek uit de Tweede-Kamerfractie, nu hij ervan beschuldigd werd een strafblad te hebben verzwegen en het computerbestand van Leefbaar Nederland illegaal te hebben gekopieerd. In het fractiebestuur worden de aantijgingen 'zeer ernstig' genomen. Harry Wijnschenk, die per 1 september als fractievoorzitter zou aantreden, zou voorstander zijn van het verwijderen van Eberhard, en er werd rekening mee gehouden dat Eberhard dan als eenmansfractie in de Tweede Kamer verder wilde gaan. Eberhard had niet Wijnschenk, maar Gerard van As gesteund in de strijd om de opvolging van Mat Herben. Herben verklaarde dat de aan Eberhard opgelegde maatregel niet automatisch betekende dat het bestuur geloof zou hechten aan de over hem gepubliceerde beschuldigingen. Eberhard gaf toe e-mail-adressen van Leefbaar Nederland te hebben verzameld en die te hebben benut na zijn overstap naar de Lijst Pim Fortuyn, maar volgens hem was daar niets illegaals aan.
Eberhard verklaarde tegenover zijn fractiegenoten dat hij geen strafblad had wegens diefstal en verduistering, maar dat in 1992 wel in verband met een"familieruzie" een aangifte tegen hem was gedaan door Soenar Chamid, doch dat die aangifte niet zou hebben geleid tot een veroordeling. Hij overwoog de politie in zijn woonplaats Amstelveen om een "verklaring van goed gedrag" te vragen, maar ook met zo'n verklaring zou hij onder vuur blijven liggen, wegens de kwestie met de adressenbestanden van Leefbaar Nederland.
Eberhard zelf ontkende tegenover de pers op non-actief te zijn gesteld: hij stelde vrijwillig "een time-out" te hebben genomen, "in verband met familie-omstandigheden". Hij liet zich ontvallen de nieuwe fractievoorzitter Harry Wijnschenk "een flapdrol" te vinden: "Hij is een goede advertentieverkoper, meer niet". Hij was ervan overtuigd dat deze achter de verdachtmakingen aan zijn adres zat. Hij zich ook van dergelijke bewoordingen hebben bediend jegens een andere partijgenoot: op de eerste ledenvergadering van de LPF maakte hij aldus duidelijk zijn vraagtekens te hebben bij het kritisch partijlid Ruud Both: "Jij bent gewoon een schijtlul".
Soenar Chamid, de zoon van Eberhards overleden partner, had aangifte gedaan bij de politie in Almere, de woonplaats van Wijnschenk. Ze kenden elkaar, volgens Eberhard: Chamid is sportfotograaf en Wijnschenk was uitgever van motorbladen en Horloges Magazine. Dat, gevoegd bij de mededeling dat Wijnschenks beste vriend politieagent te Almere zou zijn, leidde tot Eberhards conclusie.
Vervolgens werd in de media bericht dat Eberhard in zijn periode bij Leefbaar Nederland vanachter de computer het ledenbestand van de PvdA zou hebben gekraakt, waardoor men bij Leefbaar Nederland kon nagaan welke journalisten PvdA-lid zouden zijn. Dit werd beweerd door Ton Luiting, een van de oprichters van Leefbaar Nederland. Luiting verklaarde dat "aanbod" te hebben geweigerd. Eberhard ligt al onder vuur omdat hij een strafblad zou hebben en na zijn overstap naar de LPF het ledenbestand van Leefbaar Nederland zou hebben meegenomen. Op het Pim Fortuyn Forum, een discussiesite op internet schreef iemand onder de naam Eberhard over Wijnschenk "Harry is niet alleen een flapdrol, maar ook nog een leugenaar". Wijnschenk zou hem zwart zou hebben gemaakt bij fractieleden met een politierapport. Dagbladpublicaties hierover werden door Eberhard niet weersproken.
"De zoveelste LPF-ruzie" zou worden aangewakkerd door Leefbaar Nederland, de partij waaruit de LPF was voortgekomen na het vertrek van Fortuyn: "Waar mogelijk stookt Leefbaar Nederland onrust in de LPF. Met als motief de hoop op termijn te profiteren van een electorale leegloop bij de Lijst Pim Fortuyn". Leefbaar Nederland-oprichter Jan Nagel en ook niet genoemde "vertrouwelingen" van hem benaderden de media met roddels over Eberhard. Ze voorzagen journalisten onder meer van een kopie van de aanmeldingsbrief van Eberhard bij Leefbaar Nederland, waarin hij er prat op ging eenheid in de fractie te zullen kunnen bewaren.
Eberhard kondigde aan een kort geding te zullen aanspannen tegen het Algemeen Dagblad indien de krant zou weigeren het artikel over zijn vermeende strafblad te rectificeren. Samen met zijn advocaat Mr.Spong overwoog hij ook actie tegen de politieman uit Almere die Wijnschenk een document over de kwestie zou hebben toegespeeld. Eberhard verscheen vervolgens gewoon op een teambuildingsweekend van de fractie in Noordwijk.

## Rectificatie
Een week later plaatste het AD de door Eberhard en Mr. Spong verlangde rectificatie. Desondanks zouden zij twee strafklachten wegens smaad en laster tegen het AD en de betreffende journaliste doorzetten en ook een tegen een "nog onbekende dader", die informatie uit het politiedossier van Eberhard zou hebben doorgespeeld. Tevens zouden zij een schadevergoeding van 25.000 euro eisen, ook al had de krant de rectificatie op de voorpagina geplaatst en ook een redactioneel commentaar gewijd aan de zaak, waarin excuses werden aangeboden. Hoofdredacteur Oscar Garschagen verklaarde dat hij na aanvullend onderzoek tot de conclusie is gekomen dat het verhaal niet had moeten worden geplaatst. Het had onvoldoende basis: "Onze bronnen, drie in totaal, waren niet sterk genoeg.
In september 2002 kon Eberhard weer volwaardig aan de slag. Volgens de LPF-leiding was "niet bewezen" dat Eberhard het ledenbestand van Leefbaar Nederland zou hebben "gestolen". Wel was geëist dat Eberhard de opmerking inslikte dat hij Wijnschenk een "flapdrol" vond. Eberhard ontkende dat hij in de media "beledigende dan wel badinerende uitlatingen of benamingen over fractieleider Harry Wijnschenk heeft uitgesproken", meldde de LPF in een persbericht. Eberhard verklaarde desgevraagd over deze ontkenning: "Ik heb alleen gezegd dat ik me de uitspraak niet kan herinneren". In het persbericht van de LPF zou iets anders zijn vermeld. Eberhard: "Wat er in persberichten staat, daar ga ik niet over". Op de vraag of hij zich kon voorstellen dat een krant het evenmin zou waarderen onterecht van iets te worden beschuldigd, antwoordde hij: "Daar zit ik niet mee". Hierna werd bericht dat het AD aan Eberhard als genoegdoening 10.000 euro zou hebben betaald. Eberhard zou de juridische procedures tegen de krant en de journaliste wegens smaad en laster staken.

## Groep De Jong
Nadat Eberhard samen met zijn fractiegenote De Jong kritiek had geleverd op het 'ondemocratische bestuur van de fractie' en de 'onaantastbare positie' van Ferry Hoogendijk sprak een meerderheid van de LPF-fractie zich tijdens een crisiberaad uit voor een vertrek van het tweetal. De Jong en Eberhard gingen hierop als Groep-De Jong verder. LPF-fractievoorzitter Wijnschenk had in een lange en tumultueuze vergadering gedreigd een eigen fractie te beginnen met Hoogendijk, Schonewille, Palm, Zeroual, De Graaf, Ruiten, Smolders en Dekker. De meerderheid moest zich voegen naar zijn wil om te breken met De Jong en Eberhard. Wijnschenk werd gesteund door acht anderen. Aanleiding voor Wijnschenk om met zijn portefeuille te zwaaien zou de grote steun in de fractie zijn geweest om De Jong en Eberhard juist binnenboord te houden. Zij hadden zich bereid verklaard een loyaliteitsverklaring te tekenen, waarin zij excuses maakten en een mediastilte beloofden. Om de scheuring af te wenden, stelde Wijnschenk voor afzonderlijk te stemmen over de posities van De Jong en Eberhard. Negentien Kamerleden stemden voor een opstappen van De Jong, vijf LPF'ers ontbraken bij die stemming. Dertien LPF'ers stemden voor het vertrek van Eberhard, acht tegen. De Jong zou Wijnschenk als "incapabel" en Hoogendijk als "dictator" hebben afgeschilderd. Wijnschenk wilde dat behalve De Jong en Eberhard misschien eveneens Janssen van Raaij uit de fractie gezet zou worden. Het tweetal weigerde hun zetels op te geven. "Dikke lul", zou Eberhard tegen Wijnschenk hebben gezegd. "Fuck you! Bekijk het maar".
Bij zijn afscheid van de fractie noemde Eberhard fractievoorzitter Wijnschenk een "marionet van de groep-Hoogendijk". Hoogendijk heette een "raspoetin" en LPF-oprichter Albert de Booij een "zakkenvuller". Eberhard zou hebben behoord tot de groep rond Ed Maas, de interim-manager die probeerde rust te brengen in de LPF. Door de twist tussen de groep-Hoogendijk en de groep-Maas en ook de rivaliteit tussen de LPF-ministers Heinsbroek en Bomhoff raakte de LPF verzwakt en was ook de stabiliteit van het kabinet-Balkenende in het geding. Door het vertrek van De Jong en Eberhard ging de LPF-fractie in de Tweede Kamer terug van 26 naar 24 zetels, evenveel als kabinetspartner VVD. De LPF had negen zetels nodig om, samen met CDA en VVD, de meerderheid van de regeringscoalitie in stand te houden.
Na het bekend worden van het besluit begon Eberhard een eigen persconferentie in dezelfde zaal waar fractievoorzitter Wijnschenk bezig was aan zijn persconferentie over de kwestie. Wijnschenk had namens het negenkoppig factiebestuur een "raad van advies" ingeschakeld, met Herben, Vic Bonke, Jan van Ruiten en Wien van den Brink. Zij stelden een verklaring op, waarin bedongen werd dat De Jong haar excuses aanbood en dat zij en Eberhard "veertien dagen geen uitlatingen zouden doen die schadelijk zijn voor de fractie" De emoties tijdens de vergadering waren volgens Eberhard zo hoog opgelopen, dat voor een handgemeen gevreesd werd. Wijnschenk repte over "onfrisse taal" van De Jong en Eberhard. Het interim-partijbestuur onder leiding van Maas zou erop uit zijn geweest dat zo veel mogelijk fractieleden De Jong en Eberhard zouden volgen, zodat er een tweede LPF-fractie in de Kamer zou ontstaan. In de commentaren werd hierop geschreven over "de puinhopen van de LPF", zinspelend op de verkiezingscampagne van wijlen Pim Fortuyn tegen "de puinhopen van Paars".
Het partijbestuur van de LPF deed een dringend beroep op De Jong en Eberhard in de fractie te blijven. Volgens partijbestuurder Ruud Both zou het beter zijn geweest indien Wijnschenk zijn dreigement had waargemaakt. De bestuursleden schaarden zich achter De Jong en Eberhard, die het optreden van Wijnschenk en de zijnen "ondemocratisch" noemden: de fractie werd bestuurd door negen LPF'ers en vier adviseurs. De dertien overige fractieleden, het "B-team", zou het gevoel hebben er "voor spek en bonen" bij te zitten.
Een meerderheid van de kiezers vond dat Eberhard en De Jong "terecht" uit de fractie waren gezet. Van de LPF-aanhang was 74 procent het met de actie eens, terwijl van alle stemgerechtigden 66 procent het vertrek van het duo toejuicht, aldus een representatieve enquête van het tv-programma 'Stem van Nederland'. Fractievoorzitter Wijnschenk hoefde van een kleine meerderheid van de kiezers (56 procent) niet op te stappen. Eén op de drie LPF-stemmers vond wel dat Wijnschenk moest opstappen. Bijna driekwart van de kiezers meende ook dat de unaniem weggestemde De Jong "niet helemaal in orde" zou zijn. Van de LPF'ers vond niet minder dan 83 procent dit.
Het was niet meteen zeker dat Eberhard en De Jong samen één fractie zouden vormen. Eberhard liet alleen weten dat ze wat hem betreft met z'n tweeën verder konden gaan. De Jong twijfelde nog: "Het kunnen ook twee eenmansfracties worden".
Kamervoorzitter Frans Weisglas was niet ingenomen met de woorden die Eberhard in de mond had genomen, overigens buiten de Tweede Kamer. "Ik maak me zorgen over het aanzien van de Tweede Kamer. Mensen hebben Kamerleden woorden horen gebruiken die ze niet zouden moeten bezigen".
Begin oktober 2002 lieten Eberhard en De Jong weten samen verder te gaan in de Tweede Kamer als de "Groep De Jong". Eberhard deelde mee weliswaar de LPF-fractie te hebben verlaten, maar toch tevens "gewoon lid van de LPF te blijven".
Volgens Theo de Graaf, een vertrouweling van Wijnschenk, bleken De Jong en Eberhard "onbekwame politici" te zijn. "Met deze mensen is in een fractie niet samen te werken. Dus moesten ze er uit".
Toen Ed Nijpels (VVD), de commissaris van de koningin in Friesland, als meer ervaren politicus om een commentaar werd gevraagd luidde zijn reactie: "Ik kan me wel goed voorstellen dat fractievoorzitter Harry Wijnschenk zich heeft willen ontdoen van die mevrouw die zo overduidelijk toe is aan een rustpunt in haar leven. Een ongericht projectiel. Die vrouw heeft ernstige verzorging nodig, maar niet in de Tweede Kamer. Ik vind het dom van Cor Eberhard dat hij achter haar is blijven staan. Die man is in ieder geval nog in staat een redelijk commentaar te geven. 'Ik vraag me af of Fortuyn voldoende charisma had om deze club bijeen te houden. Laten we wel wezen: het is toch een kippenhok waar 's nachts het licht aangaat".
Na de val van het kabinet werd er druk gespeculeerd over de volgende verkiezingen. Eberhard sprak de voorkeur uit dan met de LPF te willen doorgaan, maar van die zijde bleken er vooral bezwaren tegen zijn fractiegenote De Jong te zijn gebleven. Hoogendijk kondigde aan meteen uit de LPF-fractie te zullen stappen indien de partij De Jong en Eberhard weer zou terugnemen: "Dan ben ik binnen een halve minuut weg".
In mei 2004 publiceerde het dagblad Trouw een terugblik op de LPF, waarin Eberhard deze ontboezeming liet optekenen: "De politiek was eigenlijk helemaal niks voor mij". Achteraf begreep hij nog niet hoe hij in de Kamer was gekomen. Nadat Leefbaar Nederland Pim Fortuyn op de keien zette besloot hij zich als vrijwilliger bij de nieuwe partij aan te bieden. "Ik zorgde voor computers en maakte kieslijsten klaar en voor ik het wist stond ik op de lijst en bleek dat een verkiesbare plaats te zijn. Maar ik had het nooit moeten doen. Het is uit de hand gelopen". Inmiddels zou Eberhard in Amsterdam een winkel met hardloopartikelen drijven.

## Conservatieven.nl
In oktober 2002 registreerde De Jong de partij De Conservatieven.nl, die zij samen met Eberhard had opgericht, in bij de Kiesraad. Ze wilde zich gaan inzetten voor mensen "met een behaalde status in de maatschappij" en het "doorgeschoten beleid" op het gebied van de integratie, veiligheid en volksgezondheid "corrigeren". Ook Europees beleid zou een speerpunt worden. Aanvankelijk was nog niet bekend of Eberhard zich daarbij zou aansluiten.
Door bij de Conservatieven.nl het ledental van de "partij" tot slechts drie leden te beperken, hoopte De Jong de interne ruzies van andere nieuwe partijen zoals LPF en Leefbaar Nederland te voorkomen. "Partijen met twee keer per jaar grote vergaderingen met honderden leden, dat is allemaal oude politiek. Democratie kan ook via internet". Als nummer twee op haar lijst stond het 26-jarige Rotterdamse gemeenteraadslid Michiel Smit van Leefbaar Rotterdam. Twee van zijn partijgenoten uit de Rotterdamse raad prijkten ook op de kandidatenlijst. De Jongs partner André Wisselink, die in opspraak was geraakt wegens eerdere banden met de extreemrechtse partij CP'86 stond op nummer elf, en Eberhard op nummer 12.
In januari 2003 publiceerde Eberhard een verklaring waarin hij stelde te zullen afzien van het wachtgeld waarop hij recht zou hebben indien hun partij, zoals de peilingen aangaven, geen zetel zou verwerven. "Ik mankeer niets aan mijn handen, noch aan mijn verstand en ik ben heel goed in staat om op eigen kracht in eigen onderhoud te voorzien". Voor zover bekend was hij het enige ex-Kamerlid van de LPF dat zich op dit standpunt stelde.
Bij de Tweede Kamer-verkiezingen behaalde Conservatieven.nl geen zetel. Hij behaalde 13 voorkeurstemmen en liet daarmee acht van het totale aantal van 645 kandidaten achter zich.
Na zijn vertrek uit de Kamer is Eberhard verdergegaan met een winkel in hardloopartikelen.
- Parlement.com: vg9fgopx0gzy